# بییرست
بییرست (به لاتین: Beerst) یک منطقهٔ مسکونی در بلژیک است که در دیکسمویید واقع شده‌است. بییرست ۱۱٫۶۶ کیلومتر مربع مساحت و ۱٬۰۳۶ نفر جمعیت دارد.